# Uwiro
Uwiro ist ein Verwaltungsbezirk (Ward) des Distrikts Meru in der tansanischen Region Arusha.

## Geografie
Uwiro liegt im Norden von Tansania, etwa 25 Kilometer nordnordöstlich der Regionshauptstadt Arusha am nordöstlichen Abhang des Mount Meru.  Der Bezirk hat eine Fläche von 108 Quadratkilometern. Bei der Volkszählung 2022 lebten hier 11.762 Menschen in 2947 Haushalten.

## Gliederung
Der Bezirk besteht aus drei Gemeinden (Mtaa) mit elf Orten (Kitongoji):
| Uwiro - Kimosonu - Kyamakata - Iyan - Nnkuuny - Mukuru | Kisimiri Juu - Zahanati - Jamgwale - Luwai | Kisimiri Chini - Uzunguni - Lengare - Karafia |

## Wirtschaft und Infrastruktur
- Bildung: Die Uwiro Secondary School ist eine staatliche weiterführende Tagesschule, die Jugendliche bis zur 4. Stufe ausbildet.[6] Ihr Bau wurde vom Schweizer Verein Friends of Kisimiri unterstützt.[7] Die Kisimiri Secondary School ist eine staatliche weiterführende Schule mit Heimplätzen. Sie bietet die zwei Studienkombinationen HKL (Geschichte, Swahili und Englisch) sowie PCM (Physik, Chemie und Mathematik).[8] In den Jahren 2019 und 2020 war sie die beste Schule Tansanias.[9]
- Gesundheit: Im Bezirk liegen zwei staatliche Apotheken, je eine in den Gemeinden Kisimiri Juu[10] und Kisimiri Chini.[11]